# Dompierre (Orne)
 Dompierre  es una población y comuna francesa, situada en la región de Baja Normandía, departamento de Orne, en el distrito de Argentan y cantón de Messei.

## Demografía
| 413 | 423 | 406 | 411 | 374 | 350 |
| Para los censos de 1962 a 1999 la población legal corresponde a la población sin duplicidades (Fuente: INSEE [Consultar]) |     |     |     |     |     |